# カール・アルノルト

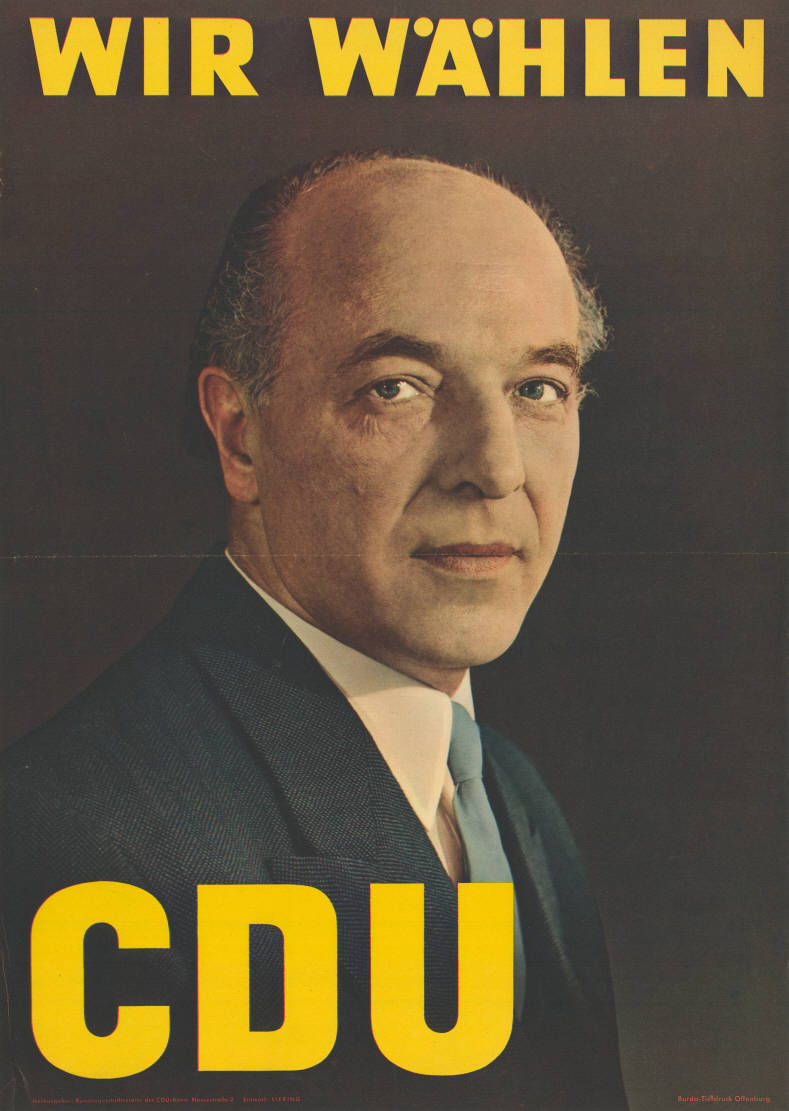

カール・アルノルト（Karl Arnold、1901年3月21日 - 1958年6月29日）は、ドイツ国、西ドイツの政治家。所属政党は中央党、のちドイツキリスト教民主同盟（CDU）。1947年から1956年までノルトライン＝ヴェストファーレン州首相を務めた。

## 来歴

### 初期の経歴
ヴュルテンベルク王国ビーベラッハ・アン・デア・リス近郊のヘアリスヘーフェンに生まれる。最初靴職人の修業を始めるが、1920年からミュンヘンのレオハウス社会高等学校で学んだ。アルノルトは自身をキリスト教社会主義者だと思っていた。1920年からキリスト教系労働組合で働き始め、中央党に入党。1924年にはキリスト教系労働組合団体のデュッセルドルフ地区書記長に就任した。
1925年から1933年までデュッセルドルフ市議会議員に選出され、中央党議員団副団長を務めた。1928年に結婚し一男ゴットフリートをもうけたが、ゴットフリートはのちにドイツ連邦議会議員を務めた。1933年からはデュッセルドルフの展示施設の共同支配人になった。ナチス・ドイツ時代はゲシュタポに監視・尾行され続け、ヒトラー暗殺未遂事件が起きた1944年には拘束されている。
第二次世界大戦後の1945年に政治活動を再開し、デュッセルドルフにキリスト教民主党を設立、この党はのちにドイツキリスト教民主同盟（CDU）に発展した。またハンス・ベックラーと共に労働組合連合を設立したが、これは今日のドイツ労働組合連合（DGB）へと発展している。アメリカ軍軍政部より新聞発行許可を得て「ライニッシェ・ポスト」を発刊し、この新聞社は現在に至っている。1946年1月、軍政部よりデュッセルドルフ市長に任命され、同年10月の選挙で正式に選出された。1946年からその死去まで、ノルトライン＝ヴェストファーレン州議会議員を務め、1946年10月には軍政部より同州副首相に任命された。1947年から1949年まではバイゾーンの参議院議員も務めている。

### 州首相

生誕100年を記念して発行された切手（2001年）

1947年、ドイツキリスト教民主同盟、中央党、ドイツ社会民主党（SPD）（1950年まで）、自由民主党(FDP)（1954年〜56年）、ドイツ共産党(KPD)（1948年まで）などからなる連立政権を組閣して、ノルトライン＝ヴェストファーレン州首相を3期にわたって務めた。在任中は西ドイツ放送設立などの決定に関わった。1949年9月にドイツ連邦共和国（西ドイツ）が建国されると初代連邦参議院議長に選出されたが、テオドール・ホイスが初代大統領に選出されるまでの6日間、規定により国家元首職を代行した。CDU党内ではヤコブ・カイザーと共にキリスト教労働組合出身者派閥に属し、主要産業の公有化を主張していた。また第1回ドイツ連邦議会選挙（1949年）の結果を受け、SPDとの大連立を主張したが、反対するコンラート・アデナウアー初代連邦首相に押し切られた。
1956年2月20日、建設的不信任決議がSPD、FDP（直前にCDUとの連立を解消）、中央党の賛成により可決されて州首相職を罷免され、SPDのフリッツ・シュタインホフが後任に就任した。1957年のドイツ連邦議会選挙に出馬して当選を果たした。翌1958年のノルトライン＝ヴェストファーレン州議会選挙には、州首相の椅子を奪還すべく州首相候補として立候補したが、投票日の1週間前の選挙運動中に心臓発作を起こし、57歳で急死した。

## 関連文献
- Detlev Hüwel: Karl Arnold. Eine politische Biographie. Peter Hammer Verlag, Wuppertal 1980.
- Rainer Barzel: Karl Arnold – Grundlegung christlich-demokratischer Politik in Deutschland. Berto-Verlag, Bonn 1960